# Полосатый настоящий древолаз
Полосатый настоящий древолаз (лат. Dendrocolaptes certhia) — вид воробьиных птиц из семейства печниковых (Fringillidae). Обитает в Амазонии и на Гвианском нагорье.

## Таксономия
Полосатый настоящий древолаз был описан французским натуралистом Жорж-Луи Леклерк де Бюффоном в 1780 году в труде «Histoire Naturelle des Oiseaux» по образцу из Кайенны (Французская Гвиана). Научно вид был описан в 1783 году, когда голландский натуралист Питер Боддерт классифицировал его под названием Picus certhia в своем труде «Planches Enluminées». Впоследствии полосатый настоящий древолаз был переведен в род настоящих древолазов (Dendrocolaptes), введенный французским естествоиспытателем Иоганном Германом в 1804 году.

## Подвиды
Выделяют семь подвидов:
- D. c. certhia (Boddaert, 1783) — крайний восток Колумбии (восточная Гуайния), южная и восточная Венесуэла, Гвиана и северная Бразилия (к северу от Амазонки, от Риу-Негру к востоку до Амапы);
- D. c. radiolatus Sclater & Salvin, 1868 — юго-восточная Колумбия, северо-западная Бразилия (к западу от Риу-Негру), восток Эквадора и северо-восток Перу (к западу от Укаяли, к югу до Хунина);
- D. c. juruanus Ihering, 1905 — юго-восток Перу, запад Бразильской Амазонии (южнее Амазонки, восточнее Мадейры, к югу Мату-Гросу), северная Боливия;
- D. c. concolor Pelzeln, 1868 — Бразильская Амазония (южнее Амазонки между реками Мадейры и Тапажос), северо-восточная Боливия;
- D. c. medius Todd, 1920 — Бразильская Амазония (южнее Амазонки, от Токантинса до северо-западного Мараньяна, также на северо-восточном побережье Бразилии (Пернамбуку, Алагоас);
- D. c. retentus Batista, Aleixo, Vallinoto, Azevedo, do Rêgo, PS, Silveira, Sampaio & Schneider, H, 2013 — Бразильская Амазония (между реками Шингу и Токантинс в штате Пара);
- D. c. ridgway Hellmayr, 1905 — Бразильская Амазония (между реками Тапажос и Шингу).

## Распространение и среда обитания
Полосатые настоящие древолазы обитают в Колумбии, Венесуэле, Гайане, Суринами, Французской Гвиане, Эквадоре, Перу, Боливии и Бразилии. Они живут в подлеске влажных равнинных и заболоченных тропических лесов, кустарниковых зарослях и мангровых лесах. Встречаются на высоте до 1400 м над уровнем моря. Питаются насекомыми, другими беспозвоночными и мелкими позвоночными. Гнездятся в дуплах деревьев.